# Ayşegül Özbege
Ayşegül Özbege (ur. 3 kwietnia 1998) – turecka zapaśniczka walcząca w stylu wolnym. Zajęła piętnaste miejsce na mistrzostwach świata w 2021. 
Ósma na mistrzostwach Europy w 2021. Dziesiąta na igrzyskach europejskich w 2019. Druga na MŚ U-23 w 2018, a także na ME U-23 w 2019 i 2021. Druga na ME juniorów w 2018 i trzecia w 2016. Trzecia na ME kadetów w 2015 roku.